# Калинин, Вячеслав Васильевич
Вячеслав Васильевич Калинин (18 сентября 1939, Москва — 14 июля 2022, Лос-Анджелес, Калифорния) — советский и американский художник и график. С 1991 года проживал в США.

## Биография
Родился 18 сентября 1939 года в Москве. Отец — Василий Ильич Калинин, мать — Александра Григорьевна Пилюгина. Родители переехали в Москву в 1932 году из Лебедяни Рязанской области (с 1954 года — Липецкая область).
Окончил Абрамцевское художественное училище, главному научился сам, увлекаясь то графикой Дюрера, то живописью Врубеля и Кранаха. Преподаватели И. В. Топорков, М. В. Розанова. 
Самобытный мастер московского «неофициального искусства». Наиболее характерны его картины 1960—1970-х годов на темы быта «подпольной» богемы, написанные в духе карнавализма.
Работал в мастерской Оскара Рабина.
В 1960-е годы вошёл в Лианозовский круг, в мастерскую Оскара Рабина, где познакомился с Е. Л. Кропивницким, В. Я. Ситниковым, А. Т. Зверевым, В. Яковлевым, а также с Г. Костаки и другими коллекционерами искусства нонконформистов.
Группа московских художников — «авангардистов», включая Вячеслава Калинина была объединена в так называемую творческую «двадцатку». В неё вошли Владимир Немухин, Отари Кандауров, Игорь Каменев, Дмитрий Плавинский, Кирилл Прозоровский-Ременников, Оскар Рабин, Дмитрий Краснопевцев, Александр Харитонов и другие художники.
В 1963 году состоялась персональная выставка в Доме культуры Курчатовского института. Выставка была запрещена партийным руководством и закрылась на следующий день после открытия.
Выставлял свои работы на втором осеннем смотре картин «на открытом воздухе», состоявшемся в лесопарке Измайлово через две недели после «Бульдозерной выставки»; в 1975 году участвовал в выставке в павильоне «Пчеловодство» на ВДНХ (Москва).
В 1991 году Калинин с семьёй уехал в Лос-Анджелес, США, где стал работать с галереями.
Персональные выставки прошли в Нью-Йорке, Лос-Анджелесе, Сан-Франциско, Санта-Барбаре, Базеле (Швейцария), Италии, Франции, Германии и др. 
С 8 октября по 9 ноября 2008 была проведена юбилейная выставка Вячеслава Калинина «Моё Замоскворечье» в Третьяковской галерее. Экспозиция была приурочена к 70-летнему юбилею художника.
Картины Калинина представлены в Третьяковской галерее, Русском Музее, в крупнейших музеях мира.
Произведения Вячеслава Калинина находятся
ГМИИ имени А. С. Пушкина; ГТГ — Москва; Музей современного искусства — Москва; ГРМ — Санкт-Петербург; Музей русского искусства — Киев, Украина; Музей современного искусства — Нью-Йорк, США; Музей Метрополитен — Нью-Йорк, США; Государственный музей современного искусства, Центр Жоржа Помпиду — Париж, Франция; Музей Бохум — Бохум, Германия; Людвиг Форум международного искусства — Аахен, Германия; Музей Джейн Вурхис Зиммерли, коллекция Нортона и Ненси Додж, Ратгерс университет — Нью-Брансвик, Нью-Джерси, США. А также в других собраниях в России и за рубежом.